# Józef Paderewski
Józef Paderewski (ur. 1871 w Sudyłkowie, zm. 1958 w Bydgoszczy) – nauczyciel gimnazjalny w Bydgoszczy, brat przyrodni Ignacego Jana Paderewskiego.

## Życiorys
Urodził się 1 kwietnia 1871 r. w Sudyłkowie na Wołyniu. Był synem Jana i jego drugiej żony Anny z Tańkowskich, bratem (przyrodnim) Ignacego Jana Paderewskiego, znakomitego pianisty, kompozytora i polityka. Odziedziczył po ojcu uzdolnienia muzyczne, grał na fortepianie. Ukończył studia na wydziale matematyki Uniwersytetu w Kijowie. Na drugim roku studiów stracił ojca i odtąd musiał pracować na swoje utrzymanie.
Od 1898 r. pracował jako nauczyciel matematyki i fizyki w rosyjskim szkolnictwie państwowym (rządowe gimnazjum żeńskie w Połtawie na Ukrainie; do 1918) i w prywatnym szkolnictwie polskim (szkoły średnie w Połtawie i Żytomierzu, prowadzone przez Towarzystwo Pomocy Ofiarom Wojny i Macierz Szkolną).
We wrześniu 1921 r. przeniósł się do Polski. Początkowo był etatowym nauczycielem w Gimnazjum Państwowym im. T. Kościuszki w Łucku, następnie asystentem w obserwatorium magnetycznym w Świdrze k. Warszawy i jednocześnie nauczycielem fizyki w gimnazjum miejskim w Otwocku. W lipcu 1926 r. zwrócił się z prośbą do magistratu miasta Bydgoszczy o zatrudnienie go w miejscowych gimnazjach.

Od września 1926 r. uczył matematyki i fizyki w Gimnazjum im. Mikołaja Kopernika i Miejskim Katolickim Gimnazjum Żeńskim w Bydgoszczy. W latach 30. wykładał również akustykę w Miejskim Konserwatorium Muzycznym w Bydgoszczy. Jednak jego zabiegi o stały etat zakończyły się niepowodzeniem. Paderewski był ceniony przez dyrektora gimnazjum Wandę Rolbieską, która stwierdziła w 1931 r.: 

(...) okazał się pierwszorzędnym metodykiem, o ile zaś chodzi o skalę pojmowania obowiązków szkolnych (...) może naprawdę służyć za wzór w każdym środowisku, albowiem zakres dobrowolnie włożonych na siebie obowiązków nie pozostaje w żadnym stosunku do skali, naznaczonej urzędownie przez władze szkolne

30 września 1938 r., po ukończeniu 65 lat i 40 latach służby nauczycielskiej, przeszedł na emeryturę. Jego 12-letnia praca pedagogiczna w Bydgoszczy została bardzo wysoko oceniona przez dyrekcję Miejskiego Katolickiego Gimnazjum Żeńskiego. Podkreślano, iż 

niestrudzoną pracą i ogromną wiedzą oddał szkole niespożyte usługi, kryształowym zaś charakterem (...) wniósł głębokie walory wychowawcze, jako rzadki w dzisiejszych czasach wzór człowieka i obywatela

 Za długoletnią służbę otrzymał brązowy medal nadany w 1938 r. przez wojewodę pomorskiego.
Lata wojny i okupacji przeżył w Bydgoszczy. Uczył na tajnych kompletach, udzielając lekcji bezpłatnie. Z chwilą wkroczenia Niemców do Bydgoszczy znalazł się jako profesor gimnazjum, a także przez swoje pokrewieństwo z Ignacym Janem – w sytuacji zagrożenia represjami lub wywiezieniem do obozu koncentracyjnego. W tej sytuacji, za namową przyjaciół przyjął ukraińską grupę narodowościową.
Po 1945 r. podeszły wiek uniemożliwiał mu podjęcie pracy pedagogicznej. Żył w Bydgoszczy w skromnych warunkach. Zmarł 30 marca 1958 r. Po śmierci, jego żona przekazała bydgoskiemu Muzeum Okręgowemu im. Leona Wyczółkowskiego przechowywane w domu pamiątki po Paderewskim-pianiście, a także testament Ignacego Jana.

### Rodzina
Józef Paderewski był żonaty ze Stanisławą z Tańkowskich. Ślub odbył się w 1957 r. w Bydgoszczy.